# Jim McGovern (americký politik)
Jim McGovern, celým jménem James Patrick McGovern (* 20. listopadu 1959 Worcester, Massachusetts, USA) je americký demokratický politik. Studoval na Worcester Academy ve Worcesteru a následně na American University ve Washingtonu. Od roku 1997 je reprezentantem třetí oblasti státu Massachusetts v Sněmovně reprezentantů.